# Trần Quốc Tuấn (chính khách)
Trần Quốc  (sinh năm 1970) là một chính trị gia người Việt Nam. Ông hiện là Ủy viên Ban Thường vụ Tỉnh ủy, Trưởng ban Tuyên giáo Tỉnh ủy Trà Vinh. Đại biểu Quốc hội Việt Nam khóa XIII, XV thuộc đoàn Đại biểu Quốc hội tỉnh Trà Vinh 

## Tiểu sử
Ngày sinh: 8/2/1970
Giới tính: Nam
Dân tộc: Kinh
Tôn giáo: Không
Quê quán: Xã Nhơn Hưng, huyện An Nhơn, Bình Định
Trình độ chính trị: Cao cấp lý luận chính trị - hành chính
Trình độ chuyên môn: Cử nhân Khoa học, Cử nhân Kinh tế, Thạc sĩ Kinh tế Quản trị Kinh doanh
Nghề nghiệp, chức vụ: Ủy viên Ban Thuờng vụ tỉnh ủy Trà Vinh, Trưởng Ban Tuyên giáo tỉnh ủy; Ủy viên Ủy ban Khoa học & Công nghệ, Quốc hội.
Nơi làm việc: Ban Tuyên giáo tỉnh ủy Trà Vinh
Ngày vào đảng: 28/6/1996
Nơi ứng cử: Trà Vinh
Đại biểu Quốc hội khoá: XIII; XV
Đại biểu chuyên trách: Không
Đại biểu Hội đồng Nhân dân: Không